# 2-ブロモプロパン
2-ブロモプロパン (2-bromopropane) または、臭化イソプロピル (isopropyl bromide) は、有機臭素化合物。外見は無色の液体で、有機合成においてイソプロピル基の源として用いられる。

## 合成
イソプロパノールと臭化水素との反応により合成される。
CH3CH(OH)CH3 + HBr → CH3CHBrCH3
臭化水素の代わりに三臭化リンを用いる手法も知られる。